# Julien Civange
Julien Civange (París, 1950) és un músic, compositor, lletrista i productor francès.
Fou DJ als deu anys en la cadena de ràdio francesa "Carbone 14", llavors va ser periodista musical per a les revistes i estacions de ràdio i TV franceses més importants. Va deixar el món dels mitjans de comuniació als 17 anys amb una important experiència del món de l'entreteniment. S'ha reunit amb nombrosos músics (Bo Diddley, Charlie Burchill, Joe Strummer, Téléphone) que han contribuït a la seva formació musical autodidacta. El 2004 l'ESA va instal·lar música de Julien Civange i Louis Haéri a bord de la sonda Cassini-Huygens per interessar al públic en el projecte.

## La Place
Als 16 anys, Julien Civange va crear un grup de rock anomenat La Place, amb dos amics de l'escola. En la seva primera versió de la banda sona com una barreja d'energia de punk i la música funk. David Bowie que volia que el "millor grup de principiants del moment", va permetre a La Place com a grup d'obertura pel seu concert amb Tin Machine a la Cigale (1989).
Seguida del Tour Sauvage i centenars d'espectacles en directe abans de diversos canvis de la formació i 4 anys en silenci, va sorgir una oportunitat de 7 concerts amb Simple Minds (Abril–Maig de 1995). Dos mesos després, van ser convidats pels Rolling Stones a l'Olympia (juliol de 1995).
Després d'aquests concerts, el grup que mai havia tingut fins llavors una discogràfica, va signar amb un estudi indie (La Bande Son Canal +) i van gravar el seu primer i únic àlbum.

## Cinema i animació
- Faut que ça danse! dirigit per Noémie Lvovsky (2007)
- Actrices dirigit per Valeria Bruni Tedeschi (2007)
- Roberto Succo dirigit per Cedric Kahn (2001) (concurs de selecció oficial del Festival de Cannes)
- The Dreamers dirigit per Bernardo Bertolucci
- Choses Secrètes dirigit per Jean Claude Brisseau (2002)
- Looking 4 Jimmy dirigit per Julie Delpy (2002)
- T’es où Mère Grand dirigit per François Chalet (Animació)
- Marie K et le loup dirigit per Marie Caillou (Animació)
- Micro Loup dirigit per Richard Mc Guire (Animació)

## Teatre
- Hamlet (2003) coproduït pel théâtre des Amandiers de Nanterre (França) and Théâtre du Nouveau Monde (Montréal, Canadà). dirigit per Moshe Leiser i Patrice Caurier, amb Charles Berling, Gabriel Arcand, Christiane Cohendy, Maurice Deschamps
- Caligula: dirigit per Charles Berling al Théâtre de l'Atelier (2006)

## Art i fotografia
- The Diary of John Doe, exposició de Bryan Mc Cormack
- Lude de Joséphine Michel
- Up / Down / Out de Nicolas Merault amb Bryan Mc Cormack
- See nothing, Hear nothing, Know nothing de Bryan Mc Cormack